# 貴福
貴福（きふく、グイフー、繁体字: 貴福; 簡体字: 贵福; 拼音: Guìfú; ウェード式: Kui-fu）は、清・中華民国・満州国の政治家。字は紳五、坤玉。ダウール人（達呼爾族）マルディン（莫爾丁）氏。叔父は勝福、子は凌陞・福齢など。なお同時期に貴福（漢名：趙景祺）という清朝復辟派の人物（満州国にも参加）も存在しているが、これは同姓同名の別人である。

## 事績
叔父の勝福は、清朝滅亡前後にロシアの支援を受けてフルンボイル独立運動の指導者となっており、貴福もこの運動に参加していた。1912年、勝福はハイラルと満州里を占拠し、清朝の官僚を駆逐して独立を宣言（ただし同時にモンゴルのボグド・ハーン政権の朝貢国という扱い）、フルンボイル副都統を自称している。1915年（民国4年）10月、中露両国の間で結ばれたフルンボイルに関する協定に従い、フルンボイルは「特別区域」と位置づけられ、「高度な自治」を行うことになった。同年12月、勝福が北京政府から正式に副都統に任命、貝子に封じられると、貴福も鎮国公に封じられている。
しかし1917年の十月革命が勃発して以降、ロシアのフルンボイルへの支援が滞り始める。1919年（民国8年）12月14日に勝福が死去し、貴福が後継としてフルンボイル副都統代理に就任すると、北京政府は貴福にフルンボイルの「高度な自治」を取り消すよう要求し始めた。翌1920年（民国9年）1月28日、北京政府はロシアとの協定を破棄する形で特別区域を廃止し、それと引換えに貴福を正式に副都統に任命、貝子にも封じた。その後もフルンボイルでは、ソビエト連邦やモンゴル人民共和国の支援を受けた内モンゴル青年党による独立運動が起きたが、貴福は親中派として中国の後ろ盾を得て自らの地位を保持している。
1931年（民国20年）9月18日に満州事変が勃発すると、貴福は満蒙独立軍西路総司令として満州国建国を支援した。1932年（大同元年）3月9日、正式に満州国が成立すると、翌10日に貴福は参議府参議に任命され、あわせて建国功労章勲一位も授与された。しかし1936年（康徳3年）3月に子の凌陞・福齢らがソ連・モンゴルと通謀していることが発覚して逮捕され、4月24日に処刑されてしまう。翌25日、貴福は事件の責任をとって参議を辞任した。以後、その行方は不詳である。

## 注
1. ↑  王（2004）は、研究者の間でもこの両者が混同されやすいことを指摘している。
2. 1 2 3 4  王（2004）。
3. ↑  「呼倫貝爾問題の解剖（上・下）」『京城日報』昭和3年（1928年）8月31日、9月1日。
4. ↑  「満州政府の閣員 昨日正式に発表」『東京朝日新聞』昭和7年（1932年）3月11日。
5. ↑  「凌陞の実父辞任」『東京朝日新聞』昭和11年（1936年）4月26日夕刊。